# Peradarstvo
Peradarstvo je grana stočarstva koja se bavi uzgojem pernatih životinja s ciljem dobivanja mesa, perja i jaja.
U okviru peradarstva uzgajaju se:
- kokoške
- pijetlovi
- guske
- patke
- labudovi
- fazani
- paunovi
- nojevi
- emui itd.

Najpovoljnija područja za peradarstvo su u okviru seoskih područja gdje ima dosta hrane i u prigradskim zonama.